# Гражданска война в Гърция (1824 – 1825)
Гръцката гражданската война е първият вътрешно-гръцки политически и военен конфликт от времето непосредствено преди учредяването на Кралство Гърция. Послужва като претекст за намеса в гръцките дела на Мохамед Али паша, което обуславя по-нататъшния ход на гръцкото въстание и намесата на великите сили.